# Femte sjukan
Femte sjukan är en av flera möjliga manifesteringar som beror på en infektion av parvovirus B19. Sjukdomen kallas också erythema infectiosum (vilket betyder smittsam hudrodnad). Namnet "femte sjukan" kommer av att den historiskt klassificerats som den femte av de klassiska barnsjukdomarna som orsakar röda utslag på huden, så kallade exantem.

## Symptom
De starkt rödtonade kinderna är ett typiskt symptom. Ibland utvidgas utslagen till att omfatta även näsa eller runt munnen. Utöver de röda kinderna får barnet ofta röda spetsliknande utslag på resten av kroppen där överarmar och ben är de vanligaste områdena. Utslagen kan bestå ett par veckor, i vissa fall flera månader och de kan klia. Patienten smittar mest dagarna innan utslaget har kommit, sedan minskar smittsamheten snabbt. Patienten är oftast inte smittsam när utslagen försvunnit.
Sjukdomen är oftast inte så allvarlig men för vissa riskgrupper kan den medföra allvarliga konsekvenser:
- Hos gravida har infektionen, om den förekommit inom de tre första månaderna, kopplats samman med   hydrops fetalis, vilket orsakar spontan abort.
- Hos personer med sicklecellanemi eller annan from av kronisk hemolytisk anemi kan infektionen utlösa en aplastisk kris.

## Vård
Erythema infectiosum är oftast en godartad självläkande sjukdom och behöver inte vård. Patienter med artralgi eller pruritus kan behandlas med NSAIDer, antihistaminer och vissa läkemedel mot klåda.

## Epidemiologi
Man kan bli smittad i alla åldrar men det är absolut vanligast att bli smittad när man är 5-15 år. Vid vuxen ålder har hälften av populationen blivit immuna genom att någon gång blivit infekterade. Lokala epidemier kan förekomma främst i daghem och skolor.

## Galleri

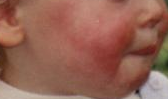
Ansiktsutslag vid femte sjukan.
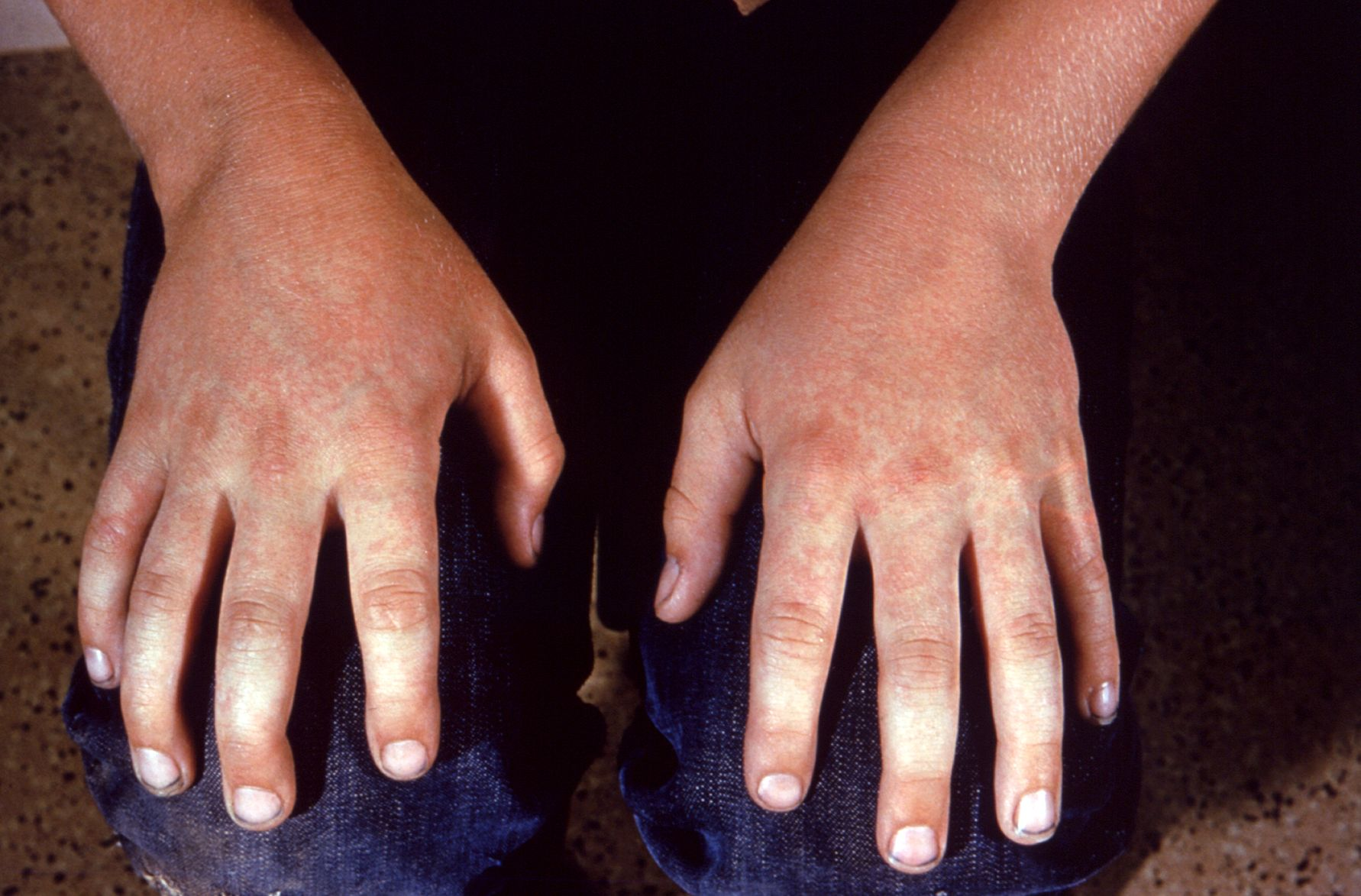
Handutslag vid femte sjukan.